# Израелско лоби в САЩ
Израелското лоби в САЩ (понякога наричано ционистко лоби или еврейско лоби) е термин за влияние в политиката на Съединените американски щати в интерес на Израел.
Използва се за описание на разнообразната съвкупност от лица, които индивидуално или по групи влияят, или се опитват да оказват влияние, върху външната политика на САЩ в подкрепа на ционизма, Израел, или на специфични политики на правителството, прокарващи определени корпоративни интереси.
Израелското лоби в САЩ се състои от 2 съставни части – американски християни (по правило от протестантските вероизповедания) и еврейско-американски светски и/или религиозни групи.